# Тамура (род)
Род Тамура (яп. 田村氏) — японский самурайский род .

Современная карта города Итиносеки в префектуре Ивате, на территории которого находились земли клана Тамура, они обозначены красным цветом.

Клан Тамура происходил из провинции Муцу (Северный Хонсю). Через брачные союзы клан Тамура породнился с более могущественным и сильным кланом Датэ. В период Адзути-Момояма клан Тамура был упразднен. В период Эдо клан Тамура был возрожден как самостоятельная семья даймё, тесно связанная с кланом Датэ из княжества Сэндай.

## Происхождение
Клан Тамура вёл своё происхождение от японского военачальника и дайнагона Саканоуэ-но Тамурамаро (758—811) .

## Период Сэнгоку
В 1504 году клан Тамура переселился из замка Морияма в замок Михару. Для его защиты вассалы клана построили 48 вспомогательных крепостей и форпостов в районе.
Клан Тамура был ликвидирован Тоётоми Хидэёси в 1590 году, в наказание Датэ Масамунэ (1567—1636) за его опоздание при осаде замка Одавара.
В 1598 году Датэ Масамунэ присоединил владения клана Тамура. Его внук Датэ Мунэёси (1637—1678) принял фамилию «Тамура».

## Период Эдо
В 1681 году Такаму Такэаки (1656—1708), сын Мунэёси, получил во владение домен Итиносеки-хан с доходом 27 000 коку в провинции Муцу. Это было небольшое княжество в середине Сэндай-хана .
В 1868 году даймё Итиносеки-хана вступил в Северный союз и участвовал в военных действиях против Акита-хана
.
В период Мэйдзи бывший даймё Итиносеки-хана Тамура Такааки получил титул виконта в новой японской аристократической системе (кадзоку).

## Главы клана
- Тамура Мунэёси (1637—1678), 1-й даймё Иванума-хана (1660—1678), сын Датэ Тарамунэ (1600—1658), 2-го даймё Сэндай-хана (1636—1658)
- Тамура Такэаки (1656—1708), 2-й даймё Иванума-хана (1678—1681), 2-й даймё Итиносеки-хана (1681—1708), второй сын предыдущего
- Тамура Нобуаки (1670—1727), 3-й даймё Итиносеки-хана (1708—1727), приёмный сын предыдущего
- Тамура Мунэаки (1707—1755), 4-й даймё Итиносеки-хана (1727—1755), приёмный сын предыдущего
- Тамура Муратака (1737—1782), 5-й даймё Итиносеки-хана (1755—1782), сын Датэ Ёсимуры, даймё Сэндай-хана (1703—1743), приёмный сын предыдущего
- Тамура Мурасукэ (1763—1808), 6-й даймё Итиносеки-хана (1782—1798), приёмный сын предыдущего
- Тамура Мунэаки (1784—1827), 7-й даймё Итиносеки-хана (1798—1827), приёмный сын предыдущего
- Тамура Куниаки (1817—1840), 8-й даймё Итиносеки-хана (1827—1840), второй сын предыдущего
- Тамура Куниюки (1820—1857), 9-й даймё Итиносеки-хана (1840—1857), младший брат предыдущего
- Тамура Юкиаки (1850—1867), 10-й даймё Итиносеки-хана (1857—1863), сын предыдущего
- Тамура Куниёси (1852—1887), 11-й даймё Итиносеки-хана (1863—1868), сын самурая Исикавы Ёсимицу, приёмный сын предыдущего
- Тамура Такааки (1858—1922), 12-й даймё Итиносеки-хана (1868—1871), младший брат предыдущего.